# アステカ暦
アステカ暦（Aztec calendar）またはメシカ暦（Mexica calendar）は、中央メキシコにおける他の先コロンブス期文明と同様、アステカ人が使用していた暦である。
この暦は、古代メソポタミア文明の存在していた時期からその基本構造を共有する、メソアメリカの暦の1つである。
上述の地域においては、シウポワリ（ナワトル語が原語である。この語は太陽周期に近い、365日の周期を持つアステカの太陽暦を意味する。この暦は年単位で数える）と、トナルポワリ（こちらもナワトル語が原語である。この語は260日の周期を持つアステカの太陽暦を意味する。この暦は日単位で数える）と呼ばれる暦を用いていたとされる。これら2つの暦の組み合わせにより、カレンダー・ラウンドと呼ばれる、52年の「世紀」を形成した。前者は、太陽周期に暦の基盤をおいているため、農業カレンダーであると見なされ、後者は神聖な暦であると見なされている。

## トナルポワリ
トナルポワリでは、上述のように260日周期で構成され、毎日1から13の間の数字と、20日分の記号のうち1つの組み合わせで日月の経過を表す。
太陽の出入に応じて、数字と記号の両方をそれぞれ1進める。例えば、1のワニの後に2の風、3の家、4のトカゲ、13の葦まで続き、その後、数字の周期が再開する（20日の周期は、この時点で一巡していない）。13の日の直後の日として、1のジャガー、2の鷲などが現れる。この周期は1のウサギから始まり、13の花で終わる20週目まで同様に続く。
2つの暦の周回（20日の符号と13の数字）のために260日丁度（13×20日）を要し、一連の流れを再調整して、1つのワニから再び繰り返す。

### 日周期を示す記号
中部メキシコで使用される暦上の1日分の記号は、ミシュテカの人々によって使用されているものと同じで、他のメソアメリカの暦のものと類似している。それぞれの日の記号は、4つの基本的な方向の1つと関連している。
1日を示す記号の描かれ方・彫られ方にはいくつかの種類が存在している。この表の絵は「Codex Magliabechiano」から取った。
| 画像 | ナワトル語表記 | 発音           | 意味                                           | 方角 |
| ---- | -------------- | -------------- | ---------------------------------------------- | ---- |
|      | Cipactli       | [siˈpáktɬi]    | ワニ アリゲーター カイマン亜科 ワニの化け物 竜 | 東   |
|      | Ehēcatl        | [eʔˈéːkatɬ]    | 風                                             | 北   |
|      | Calli          | [ˈkáɬːi]       | 家                                             | 西   |
|      | Cuetzpalin     | [kʷetsˈpálin̥]  | トカゲ                                         | 南   |
|      | Cōātl          | [ˈkú˕ːwaːtɬ]   | ヘビ                                           | 東   |
|      | Miquiztli      | [miˈkístɬi]    | 死                                             | 北   |
|      | Mazātl         | [ˈmásaːtɬ]     | シカ 動物                                      | 西   |
|      | Tōchtli        | [ˈtú˕ːtʃtɬi]   | ウサギ                                         | 南   |
|      | Ātl            | [ˈaːtɬ]        | 水                                             | 東   |
|      | Itzcuīntli     | [itsˈkʷíːn̥tɬi] | イヌ                                           | 北   |

| 画像 | ナワトル語表記     | 発音               | 意味           | 方角 |
| ---- | ------------------ | ------------------ | -------------- | ---- |
|      | Ozomatli Ozomahtli | [u˕su˕ˈmáʔtɬi]     | サル           | 西   |
|      | Malīnalli          | [maliːˈnáɬːi]      | 草             | 南   |
|      | Ācatl              | [ˈáːkatɬ]          | アシ           | 東   |
|      | Ōcēlōtl            | [u˕ːˈséːlu˕ːtɬ]    | ジャガー       | 東   |
|      | Cuāuhtli           | [ˈkʷáːʍtɬi]        | タカ           | 西   |
|      | Cōzcacuāuhtli      | [ku˕ːskaˈkʷáːʍtɬi] | ハゲワシ       | 南   |
|      | Olīn               | [ˈú˕liːn̥]          | 動き 揺れ 地震 | 東   |
|      | Tecpatl            | [ˈtékpatɬ]         | 火打石         | 北   |
|      | Quiyahuitl         | [kiˈjáwitɬ]        | 雨             | 西   |
|      | Xōchitl            | [ˈʃú˕ːtʃitɬ]       | 花             | 南   |

風と雨は、これを司る神、エエカトルとトラロックの似像によって表される。

### トレセーナ
トナルポワリにおいて、260日間が13×20日に分けられて用いられたことは先述の通りである。
学者らは通常、13日間の 「週」をトレセーナと呼んでいる。例えばスペイン語の「ドセーナ （docena、1ダース）」という語が、「ドセ （doce、12）」から派生したことと同様に、「トレセ（trece、13）」という語から派生したスペイン語を用いている。しかしながら、この単語が、原語であるナワトル語でどう呼ばれたかは知られていない。
各トレセーナは、そのトレセーナの13日間中で最初の日の暦日に従って命名される。さらに、260日間の周期中の、20のトレセーナのそれぞれは、それ自身の守護神を持っていたという。これについては下表を参照。
| トレセーナ | 守護神               | トレセーナ | 守護神             |
| ---------- | -------------------- | ---------- | ------------------ |
| 1 ワニ     | オメテオトル         | 1 サル     | パテカトル         |
| 1 ジャガー | ケツァルコアトル     | 1 トカゲ   | イツトラコリウキ   |
| 1 シカ     | テペヨロトル         | 1 揺れ     | トラソルテオトル   |
| 1 花       | ウェウェコヨトル     | 1 イヌ     | シペ・トテック     |
| 1 アシ     | チャルチウィトリクエ | 1 家       | イツパパロツル     |
| 1 死       | トナティウ           | 1 ハゲワシ | ショロトル         |
| 1 雨       | トラロック           | 1 水       | チャルチウトトリン |
| 1 草       | マヤウェル           | 1 風       | チャンティコ       |
| 1 ヘビ     | シウテクトリ         | 1 ワシ     | ショチケツァル     |
| 1 火打ち石 | ミクトランテクートリ | 1 ウサギ   | シウテクトリ       |

## シウポワリ

### 月の位取り
ディエゴ・ドゥランは「古代では、年は18ヶ月で構成されていた。これは、原住民らによって観測された。20ヶ月以下のものであったので、これらは月に含まれていた。その月は18ヶ月だったが、その年の日数は20×20だった」と、主張する。
シウポワリは上述の暦と同様に、年、月を用いて、日月の経過を測定する暦である。 1年間は360日間の「有名の日」と、5日間の「無名の日」で構成されている。後者の「余分な」日は不運であると考えられていた。その年は20日の18の期間に分割され、時にはユリウス暦の月と比較された。「月」を意味するナワトル語は「metztli」であるが、これら「無名の日」の期間に使用された名前は不明である。スペイン語の使用を通して、アステカのカレンダーの20日間は、一般に「Veintena」として知られている。
各20日間の期間はクロコダイルで始まり、祭祀が行われた。18の「Veintena」は以下を参照されたい。日付は初期の状態に拠っている。ベルナルディーノ・デ・サアグンの日付は、ディエゴ・ドゥランの観測に数十年先行しており、降伏の直近であると考えられている。メシカの敗北後、テノチティトランを統一する勢力が存在しなくなったため、原住民の新年の始まりが不均一になったという事実を強調するため、ここでは両方の日付を示す。
| デュランの日付           | サアグンの日付           | 名称                             | シンボル | 意味                                             |
| ------------------------ | ------------------------ | -------------------------------- | -------- | ------------------------------------------------ |
| 1. 3月1日から3月20日     | 1. 2月2日から2月21日     | Atlcahualo, Cuauhitlehua         |          | 水の停止, 育つ木々                               |
| 2. 3月21日から4月9日     | 2. 2月22日から3月13日    | Tlacaxipehualiztli               |          | 豊穣の儀式; Xipe-Totec ("飛んだもの")            |
| 3. 4月10日から4月29日    | 3. 3月14日から4月2日     | Tozoztontli                      |          | より小さい穿孔                                   |
| 4. 4月30日から5月19日    | 4. 4月3日から4月22日     | Huey Tozoztli                    |          | より大きい穿孔                                   |
| 5. 5月20日から6月8日     | 5. 4月23日から5月12日    | Toxcatl                          |          | 乾き                                             |
| 6. 6月9日から6月28日     | 6. 5月13日から6月1日     | Etzalcualiztli                   |          | トウモロコシや豆を食べること                     |
| 7. 6月29日から7月18日    | 7. 6月2日から6月21日     | Tecuilhuitontli                  |          | 恵まれた人々のための控えめな祝宴                 |
| 8. 7月19日から8月7日     | 8. 6月22日から7月11日    | Huey Tecuilhuitl                 |          | 恵まれた人々のための盛大な祝宴                   |
| 9. 8月8日から8月27日     | 9. 7月12日から7月31日    | Tlaxochimaco, Miccailhuitontli   |          | 恩恵または花の誕生, 死者たちのための控えめな饗宴 |
| 10. 8月28日から9月16日   | 10. 8月1日から8月20日    | Xócotl huetzi, Huey Miccailhuitl |          | 死者たちのための盛大な饗宴                       |
| 11. 9月17日から10月6日   | 11. 8月21日から9月9日    | Ochpaniztli                      |          | 掃除や清掃                                       |
| 12. 10月7日から10月26    | 12. 9月10日から9月29日   | Teotleco                         |          | 神の再臨                                         |
| 13. 10月27日から11月15日 | 13. 9月30日から10月19日  | Tepeilhuitl                      |          | 山々のための饗宴                                 |
| 14. 11月16日から12月5日  | 14. 10月20日から11月8日  | Quecholli                        |          | 貴重な羽毛                                       |
| 15. 12月6日から12月25日  | 15. 11月9日から11月28日  | Panquetzaliztli                  |          | 旗の掲揚                                         |
| 16. 12月26日から1月14日  | 16. 11月29日から12月18日 | Atemoztli                        |          | 降水                                             |
| 17. 1月15日から2月3日    | 17. 12月19日から1月7日   | Tititl                           |          | 成長のための伸び                                 |
| 18. 2月4日から2月23日    | 18. 1月8日から1月27日    | イスカリ                         |          | 土地と人々のための励まし                         |
| 18u. 2月24日から2月28日  | 18u.1月28日から2月1日    | ネモンテミ （5日）               |          | どの月にも含まれない日                           |

## 太陽暦の再興
何世紀もの間、学者らは、上記のような暦を再構築しようと努力を続けてきた。サアグンとアルフォンソ・カソ（UNAM所属）の研究に基づいて、最新で、よりわかりやすい復元案が、INAHに所属する教授ファエル・テナによって提案された。 彼の提唱する暦上の相関関係は、メキシコの最初の日が、旧ユリウス暦上の2月13日又は現行グレゴリオ暦の2月23日であったということを示唆する。 テナの主張する位取り方法に準ずると、当時の暦が現在のいつにあたるか、割り出すことが可能である。